# Scatella silacea
Scatella silacea är en tvåvingeart som beskrevs av Friedrich Hermann Loew 1860. Scatella silacea ingår i släktet Scatella och familjen vattenflugor. Arten är reproducerande i Sverige. Inga underarter finns listade i Catalogue of Life.